# Petar Bergamo
Petar Bergamo (født 27. februar 1930 i Muć nær Split, Kroatien, død 4. september 2022 i Zagreb) var en kroatisk komponist, dirigent, professor og lærer.
Bergamo studerede komposition og direktion på Musikkonservatoriet i Beograd og blev selv lærer og assisterende professor i komposition og instrumentation på samme skole efter endt studietid. Han skrev to symfonier, orkesterværker, kammermusik, korværker, børnesange etc. Bergamo komponerede i starten i en romantisk stil, men slog senere i sin karriere over i en mere atonal og friere stil.

## Udvalgte værker
- Symfoni nr. 1 (1961) - for orkester
- Symfoni nr. 2 (1963-1964) - for orkester